# صباح عباس عنوز
صباح عباس عنوز  هو شاعر وناقد واستاذ اكاديمي عراقي مواليد يوم 10 مارس 1959 في النجف الاشرف عمل في الثقافة العراقية وكان رئيس لمنتدى الادباء الشباب في النجف وعضوا فاعلا في الهيئة الادارية للاتحاد العام للادباء والكتاب في النجف اكمل دراسته الاعدادية في اعدادية النجف الاشرف ثم حصل على دبلوم التربية وعلم النفس 1979 وبكالوريوس لغة عربية كلية التربية القادسية 1994 وماجستير كلية الاداب جامعة الكوفة 1998 (الاداء البياني في شعر الشيخ علي الشرقي) ونال الدكتوراه 2001 من الكلية نفسها عن رسالته (اثر البواعث في تكوين الدلالة البيانية) له مجاميع شعرية (ساعير عينيك انتظاري، ثلاث اوقات للمطر الارضي 1993 ,ما دونته نور على خد العذراء 2007 ,عندما تتمتم عيون المغفرة 2012 ,ومن يحتسي الشوق 2012 ,وصدر له أحد عشر كتابا في الدراسات القرانية والحديث والنقد عمل رئيسا لمركز دراسات الكوفة وعميدا لكلية الفقه منذ 2004 حتى نهاية 2011، شاعر وناقد حصل على درع الابداع لوزارة التعليم العالي والبحث العلمي2010 ودرع رئيس وزراء لبنان بيروت 2010 ودرع وزارة التعليم العالي والبحث العلمي لافضل كتاب لعامي 2011 2012 حكّم جلسات الشعر العربي ناقدا عبر فضائية الكوثر في الوطن العربي والإسلامي 2011 عضو الاتحاد العام من 1985 وعضو اتحادالعراق من 1985 اشرف على أكثر من سعين رسالة ماجستير ودكتوراه وناقش على ما يزيد على تسعين رسالة ماجستير ودكتوراه انتخب في اذار 2015 مديرا للبيت الثقافي العربي في الهند، ونال ودرع الابداع والتميز لعدة مرات منها واخرها درع التميز لرموز النجف الثقافية 2015 وردت عنه ترجمة في 12 كتابا وكتب عنه كتابا عالميون وعرب وعراقيون وقدم دراسات نقدية وبحوث كثيرة تجاوزت الستين دراسة وبحثا وهو بدرجة بروفيسور ألقى محاضرات في الدراسات القرانية و البلاغة والنقد على طلبة الدراسات العليا في كليات الاداب والتربية للبنات والفقه جامعة الكوفة .